# Emmanuel Mapunda
Emmanuel A. Mapunda (* 10. Dezember 1935 in Parangu; † 16. Mai 2019) war ein tansanischer Geistlicher und römisch-katholischer Bischof von Mbinga.

## Leben
Emmanuel A. Mapunda empfing am 8. August 1965 die Priesterweihe für die Territorialabtei Peramiho.
Papst Johannes Paul II. ernannte ihn am 22. Dezember 1986 zum Bischof von Arusha und spendete ihm am 6. Januar 1987 im Petersdom die Bischofsweihe; Mitkonsekratoren waren die Kurienerzbischöfe Eduardo Martínez Somalo und José Tomás Sánchez.
Am 12. März 2011 nahm Papst Benedikt XVI. sein aus Altersgründen vorgebrachtes Rücktrittsgesuch an. Er starb im Mai 2019 während einer Flugreise.